# Lithoscirtus miniatulus
Lithoscirtus miniatulus är en insektsart som först beskrevs av Rehn, J.A.G. 1905.  Lithoscirtus miniatulus ingår i släktet Lithoscirtus och familjen gräshoppor. Inga underarter finns listade i Catalogue of Life.